# Liga Mistrzów w piłce siatkowej (2022/2023) – kwalifikacje
Kwalifikacje do Ligi Mistrzów 2022/2023 odbyły się w dniach 20 września–27 października 2022 roku. Wzięło w nich udział 11 drużyn.
Kwalifikacje składały się z trzech rund eliminacyjnych. We wszystkich rundach drużyny rywalizowały w parach w formie dwumeczów. Do fazy grupowej Ligi Mistrzów awans uzyskały dwa zespoły, tj. Chebyr Pazardżik i SL Benfica. Drużyny, które nie awansowały do fazy grupowej Ligi Mistrzów, miały prawo uczestniczyć w Pucharze CEV. 
Kwaliifkacje do fazy grupowej Ligi Mistrzów odbyły się po raz siódmy w historii tych rozgrywek.

## Drużyny uczestniczące
| Rk                                                                        | Federacja            | Klub                          |
| ------------------------------------------------------------------------- | -------------------- | ----------------------------- |
| 12                                                                        | Chorwacja            | HAOK Mladost Zagrzeb (L1)     |
| 13                                                                        | Portugalia           | SL Benfica (L1)               |
| 14                                                                        | Finlandia            | Ford Levoranta Sastamala (L1) |
| 15                                                                        | Rumunia              | CSM Arcada Galați (L1)        |
| 16                                                                        | Bułgaria             | Chebyr Pazardżik (L1)         |
| 17                                                                        | Austria              | SK Zadruga Aich/Dob (L2)      |
| 20                                                                        | Holandia             | Draisma Dynamo Apeldoorn (L1) |
| 21                                                                        | Szwajcaria           | Lindaren Volley Amriswil (L1) |
| 23                                                                        | Bośnia i Hercegowina | OK Mladost Brčko (L2)         |
| 25                                                                        | Czarnogóra           | Budva (L1)                    |
| =28                                                                       | Macedonia Północna   | Strumica Nikob (L1)           |
| Legenda: Rk – miejsce w rankingu CEV Ln – n miejsce w mistrzostwach kraju |                      |                               |

## System rozgrywek
Kwalifikacje do fazy grupowej Ligi Mistrzów 2022/2023 składały się z trzech rund eliminacyjnych.
W 1. rundzie uczestniczyło siedem drużyn z federacji sklasyfikowanych najniżej w rankingu CEV spośród tych, które zgłosiły się do rozgrywek. Przed losowaniem par 1. rundy drużyny podzielone zostały na dwie grupy: rozstawione i nierozstawione. Podział ten nastąpił na podstawie rankingu CEV. Do drużyn rozstawionych były dolosowywane drużyny nierozstawione. Jeden rozstawiony zespół uzyskał wolny los do 2. rundy.
| Drużyny nierozstawione | Drużyny rozstawione      |
| ---------------------- | ------------------------ |
| OK Mladost Brčko       | Chebyr Pazardżik         |
| Budva                  | SK Zadruga Aich/Dob      |
| Strumica Nikob         | Draisma Dynamo Apeldoorn |
| wolny los              | Lindaren Volley Amriswil |

Cztery drużyny z federacji najwyżej sklasyfikowanych w rankingu CEV kwalifikacje rozpoczynały od 2. rundy. Na podstawie drabinki powstałej w drodze losowania utworzyły one pary z zespołami, które awansowały z 1. rundy. Zwycięzcy w parach 2. rundy utworzyli na podstawie drabinki pary 3. rundy.
| Drużyny rozstawione      |
| ------------------------ |
| HAOK Mladost Zagrzeb     |
| SL Benfica               |
| Ford Levoranta Sastamala |
| CSM Arcada Galați        |

Losowanie odbyło się 28 czerwca 2022 roku w Broadcasting Center Europe w Luksemburgu.
We wszystkich rundach rywalizacja toczyła się w postaci dwumeczów – mecz u siebie i rewanż na wyjeździe. O awansie decydowała większa liczba zdobytych punktów meczowych. Za zwycięstwo 3:0 lub 3:1 drużyna otrzymywała 3 punkty, za zwycięstwo 3:2 – 2 punkty, za porażkę 2:3 – 1 punkt, natomiast za porażkę 1:3 lub 0:3 – 0 punktów. Jeżeli po rozegraniu dwumeczu obie drużyny zdobyły tę samą liczbę punktów, o awansie decydował tzw. złoty set grany do 15 punktów z dwoma punktami przewagi jednej z drużyn.
Drużyny, które odpadły w 1. i 2. rundzie eliminacyjnej, uzyskały prawo gry w 1/32 finału Pucharu CEV, natomiast te, które odpadły w 3. rundzie kwalifikacyjnej, uczestniczyły w Pucharze CEV od 1/16 finału.
Do fazy grupowej Ligi Mistrzów awans uzyskały dwie drużyny, które wygrały rywalizację w swoich parach w 3. rundzie eliminacji.

## Rozgrywki
Wszystkie godziny według czasu lokalnego.

### 1. runda
| Data                                   | Godz. | Drużyna 1                | Wynik | Drużyna 2                | 1     | 2     | 3     | 4     | 5 | Złoty set | Widzów | *      |
| -------------------------------------- | ----- | ------------------------ | ----- | ------------------------ | ----- | ----- | ----- | ----- | - | --------- | ------ | ------ |
| 20.09.2022                             | 18:00 | Budva                    | 0:3   | SK Zadruga Aich/Dob      | 19:25 | 15:25 | 21:25 |       |   |           | 350    | raport |
| 27.09.2022                             | 18:00 | Budva                    | 1:3   | SK Zadruga Aich/Dob      | 35:37 | 27:25 | 21:25 | 18:25 |   | 820       | raport |        |
| 20.09.2022                             | 19:30 | Draisma Dynamo Apeldoorn | 3:0   | Strumica Nikob           | 25:20 | 25:13 | 25:16 |       |   | 15:13     | 900    | raport |
| 27.09.2022                             | 19:00 | Draisma Dynamo Apeldoorn | 1:3   | Strumica Nikob           | 25:22 | 25:27 | 23:25 | 21:25 |   | 15:13     | 1160   | raport |
| —                                      | —     | Chebyr Pazardżik         | —     | wolny los                | —     | —     | —     | —     | — |           | —      | raport |
| —                                      | —     | Chebyr Pazardżik         | —     | wolny los                | —     | —     | —     | —     | — | —         | raport |        |
| 21.09.2022                             | 19:00 | OK Mladost Brčko         | 0:3   | Lindaren Volley Amriswil | 12:25 | 13:25 | 10:25 |       |   |           | 650    | raport |
| 28.09.2022                             | 19:00 | OK Mladost Brčko         | 0:3   | Lindaren Volley Amriswil | 12:25 | 9:25  | 13:25 |       |   | 621       | raport |        |
| Po lewej gospodarze pierwszych meczów. |       |                          |       |                          |       |       |       |       |   |           |        |        |

### 2. runda
| Data                                   | Godz. | Drużyna 1                | Wynik | Drużyna 2                | 1     | 2     | 3     | 4     | 5     | Złoty set | Widzów | *      |
| -------------------------------------- | ----- | ------------------------ | ----- | ------------------------ | ----- | ----- | ----- | ----- | ----- | --------- | ------ | ------ |
| 05.10.2022                             | 18:00 | SK Zadruga Aich/Dob      | 3:2   | Ford Levoranta Sastamala | 16:25 | 25:20 | 25:23 | 22:25 | 19:17 |           | 606    | raport |
| 13.10.2022                             | 18:30 | SK Zadruga Aich/Dob      | 1:3   | Ford Levoranta Sastamala | 16:25 | 25:23 | 17:25 | 23:25 |       | 562       | raport |        |
| 04.10.2022                             | 19:30 | Draisma Dynamo Apeldoorn | 1:3   | SL Benfica               | 12:25 | 25:20 | 18:25 | 12:25 |       |           | 650    | raport |
| 12.10.2022                             | 20:00 | Draisma Dynamo Apeldoorn | 0:3   | SL Benfica               | 29:31 | 16:25 | 21:25 |       |       | 600       | raport |        |
| 05.10.2022                             | 19:00 | Chebyr Pazardżik         | 0:3   | CSM Arcada Galați        | 22:25 | 19:25 | 24:26 |       |       | 15:10     | 1500   | raport |
| 12.10.2022                             | 18:00 | Chebyr Pazardżik         | 3:1   | CSM Arcada Galați        | 27:25 | 25:23 | 17:25 | 25:22 |       | 15:10     | 800    | raport |
| 05.10.2022                             | 19:00 | Lindaren Volley Amriswil | 3:1   | HAOK Mladost Zagrzeb     | 25:18 | 19:25 | 25:21 | 25:22 |       | 8:15      | 642    | raport |
| 13.10.2022                             | 20:30 | Lindaren Volley Amriswil | 0:3   | HAOK Mladost Zagrzeb     | 22:25 | 22:25 | 21:25 |       |       | 8:15      | 150    | raport |
| Po lewej gospodarze pierwszych meczów. |       |                          |       |                          |       |       |       |       |       |           |        |        |

### 3. runda
| Data                                   | Godz. | Drużyna 1                | Wynik | Drużyna 2            | 1     | 2     | 3     | 4     | 5 | Złoty set | Widzów | *      |
| -------------------------------------- | ----- | ------------------------ | ----- | -------------------- | ----- | ----- | ----- | ----- | - | --------- | ------ | ------ |
| 20.10.2022                             | 18:30 | Ford Levoranta Sastamala | 1:3   | SL Benfica           | 21:25 | 25:21 | 22:25 | 17:25 |   |           | 864    | raport |
| 26.10.2022                             | 20:00 | Ford Levoranta Sastamala | 1:3   | SL Benfica           | 16:25 | 25:20 | 23:25 | 18:25 |   | 680       | raport |        |
| 19.10.2022                             | 19:00 | Chebyr Pazardżik         | 3:1   | HAOK Mladost Zagrzeb | 25:27 | 25:21 | 25:14 | 25:15 |   |           | 1600   | raport |
| 27.10.2022                             | 19:00 | Chebyr Pazardżik         | 3:1   | HAOK Mladost Zagrzeb | 26:28 | 25:20 | 25:17 | 25:10 |   | 600       | raport |        |
| Po lewej gospodarze pierwszych meczów. |       |                          |       |                      |       |       |       |       |   |           |        |        |